# Eudarcia gallica
Eudarcia gallica är en fjärilsart som beskrevs av Petersen 1962. Eudarcia gallica ingår i släktet Eudarcia och familjen äkta malar.
Artens utbredningsområde är Frankrike. Inga underarter finns listade i Catalogue of Life.